# Улица Сабилес (Рига)
Улица Са́билес (латыш. Sabiles iela) — улица в левобережной части города Риги, в Агенскалнсе. Пролегает в северо-западном направлении, от перекрёстка улиц Орманю и Талсу до улицы Кристапа. Южная часть улицы (до пересечения с улицей Калнциема) относится Земгальскому предместью Риги, северная часть — к Курземскому району.

## История
Небольшой отрезок южной части улицы Сабилес (прилегающий к ул. Орманю) показан уже на городском плане 1876 года как улица без названия. Впервые упоминается под своим нынешним названием — в честь города Сабиле (нем. Zabelnsche Strasse, рус. Цабельнская улица) — в городских адресных книгах 1887-1888 года. Переименований улицы не было.

## Транспорт
Общая длина улицы Сабилес составляет 573 метра. Разрешено движение в обоих направлениях. Почти на всём протяжении асфальтирована, но участок от улицы Орманю до улицы Эрнестинес имеет гравийное покрытие. Последний отрезок, между улицами Калнциема и Кристапа, представляет собой пешеходную зону с небольшим тупиковым въездом для автотранспорта со стороны улицы Кристапа.
Общественный транспорт по улице Сабилес не курсирует.

## Застройка
На улице Сабилес в значительной мере сохранилась историческая застройка конца XIX — начала XX века.
- Дом № 11 построен как доходный дом в 1912 году, архитектор Гейнрих Девендрус.
- Дом № 17C — также бывший доходный дом (1905, архитектор Альфред Ашенкампф).

Ряд интересных зданий расположен на перекрёстке с улицей Калнциема:
- Калнциема, 39B — бывший доходный дом с магазином (1931, архитектор Давид Зариньш).
- Калнциема, 40 — корпуса бывшего Рижского завода грампластинок, а до этого — электроламповой фабрики «Люкс»; дом № 40F — её административное здание (1907—1908, архитектор Константин Пекшенс).
- Калнциема, 41A — бывший особняк Вольдемара Буркевица (1930, архитектор Э. Адамс).
- Калнциема, 42 — бывший доходный дом вдовы Августы Петерсон (1899-1904, архитектор Рудольф Фриш).

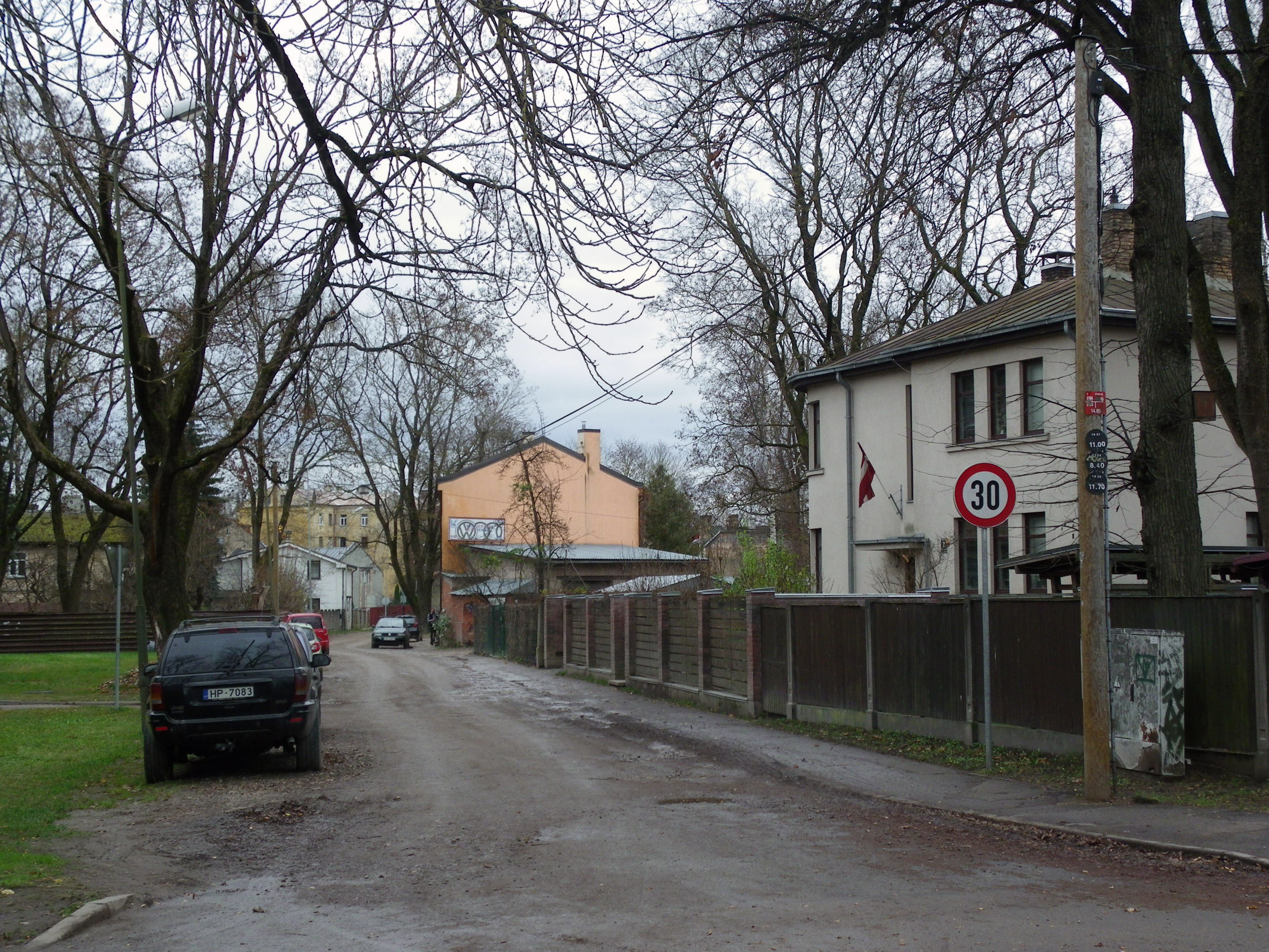
Начало улицы
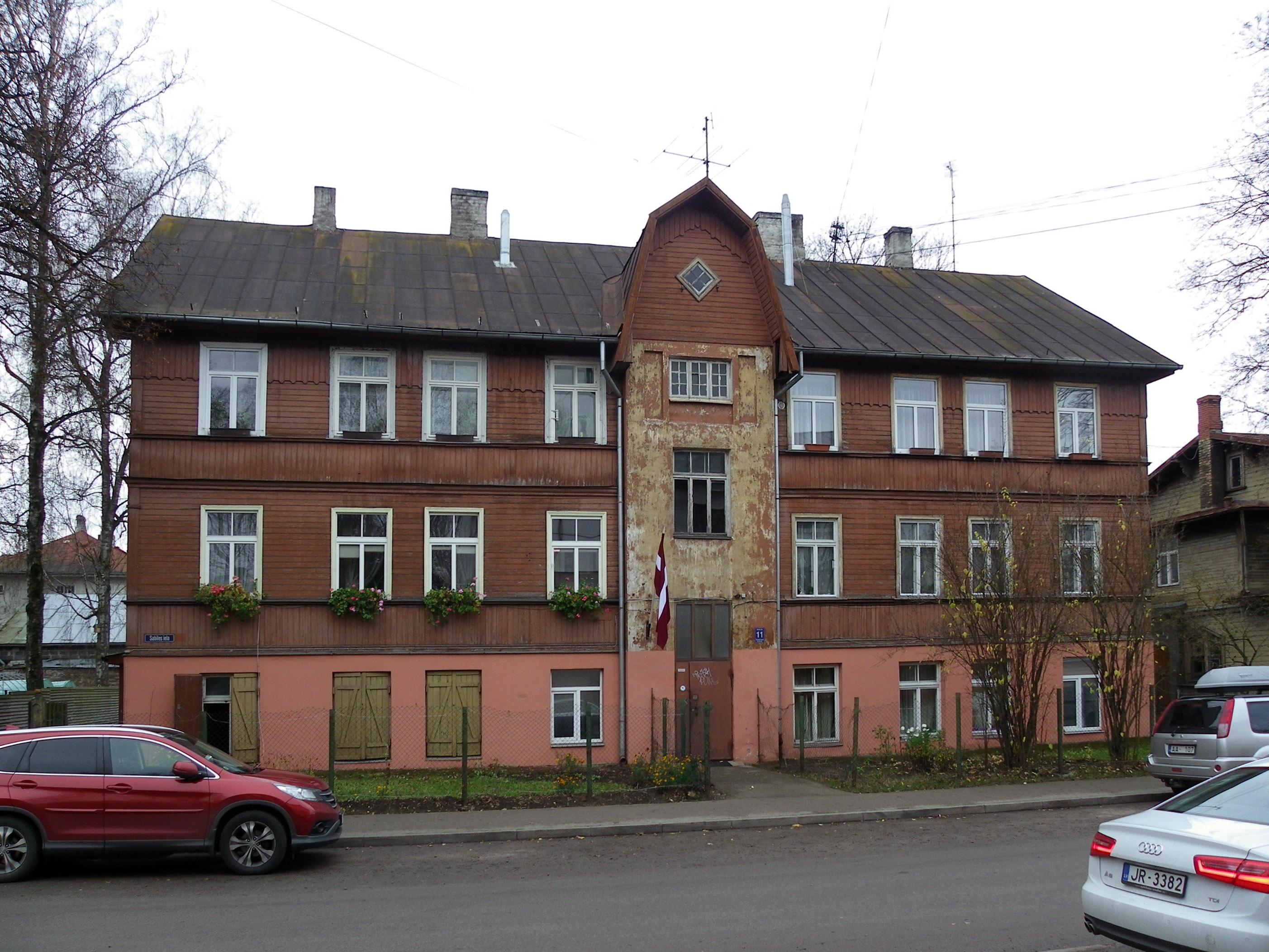
Дом № 11
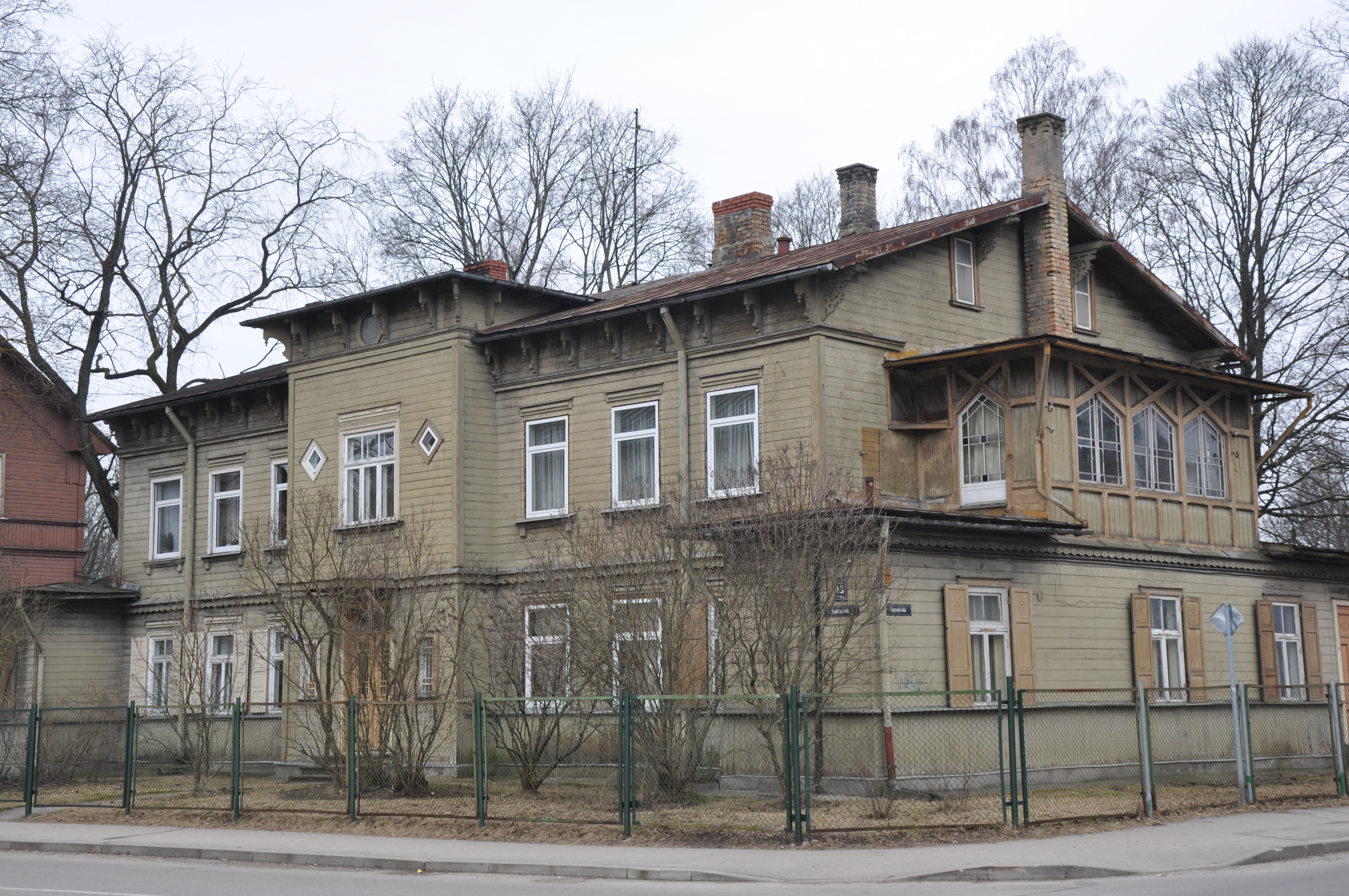
Дом № 13
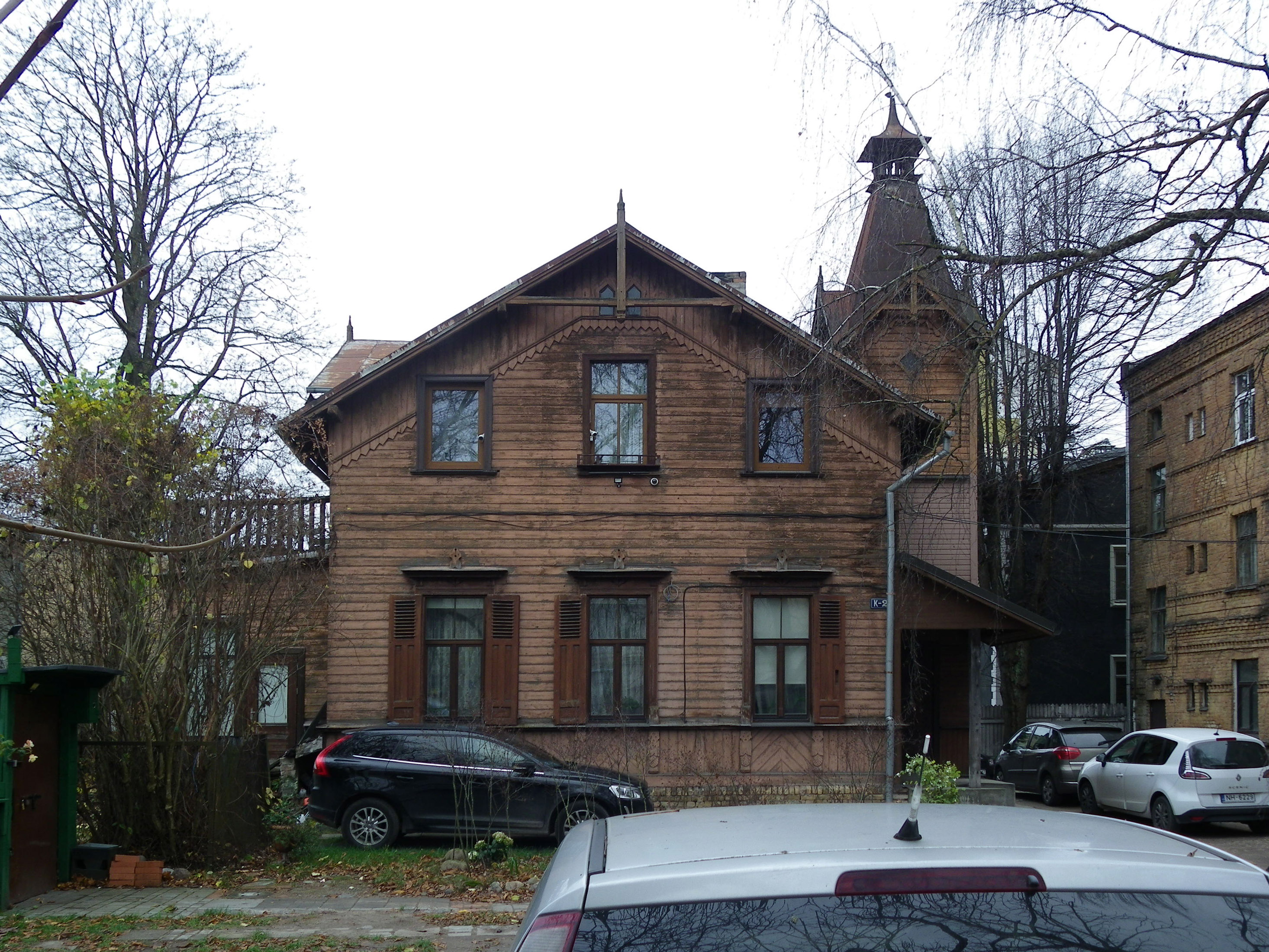
Дом № 17C
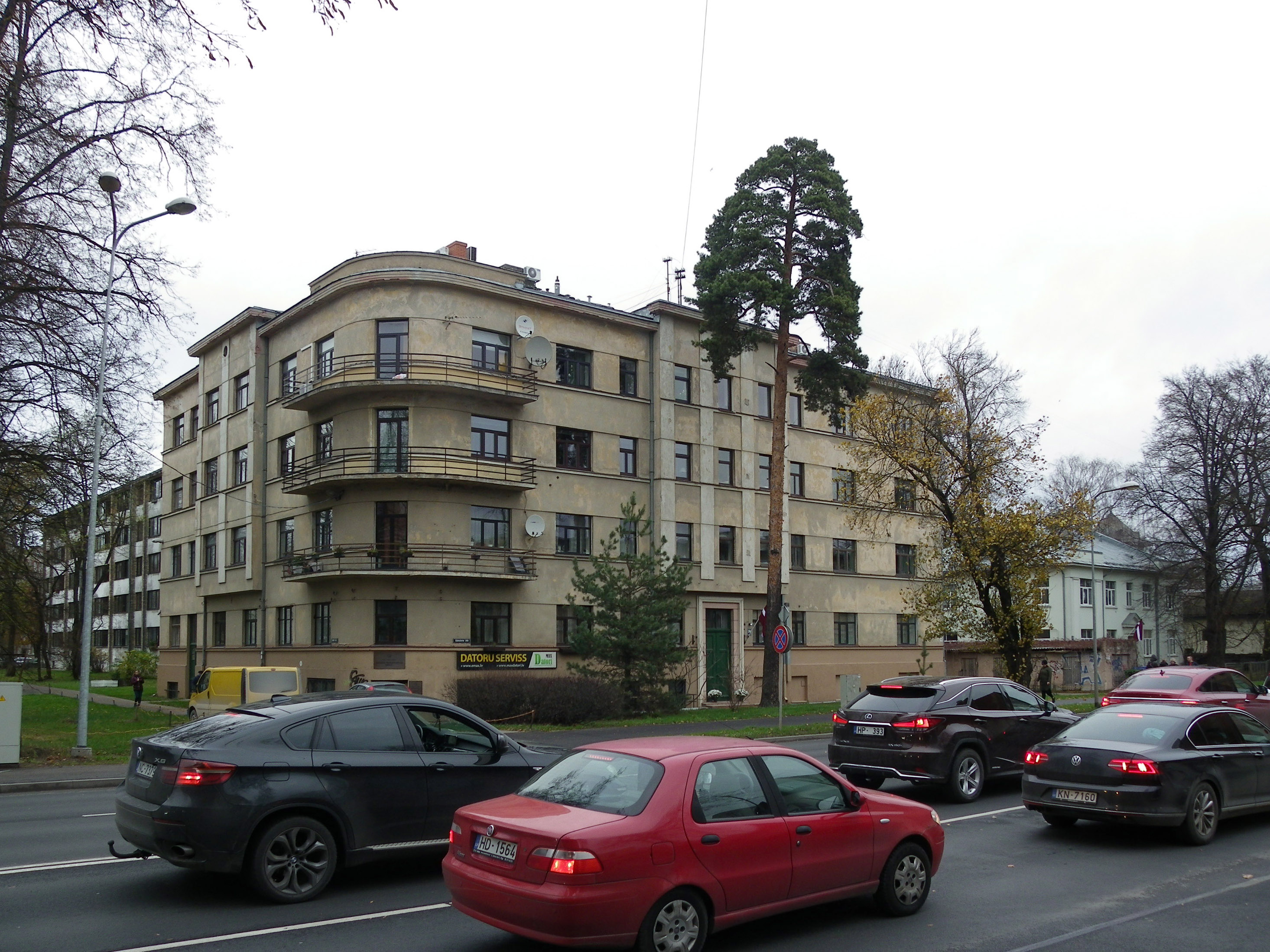
Калнциема, 39B
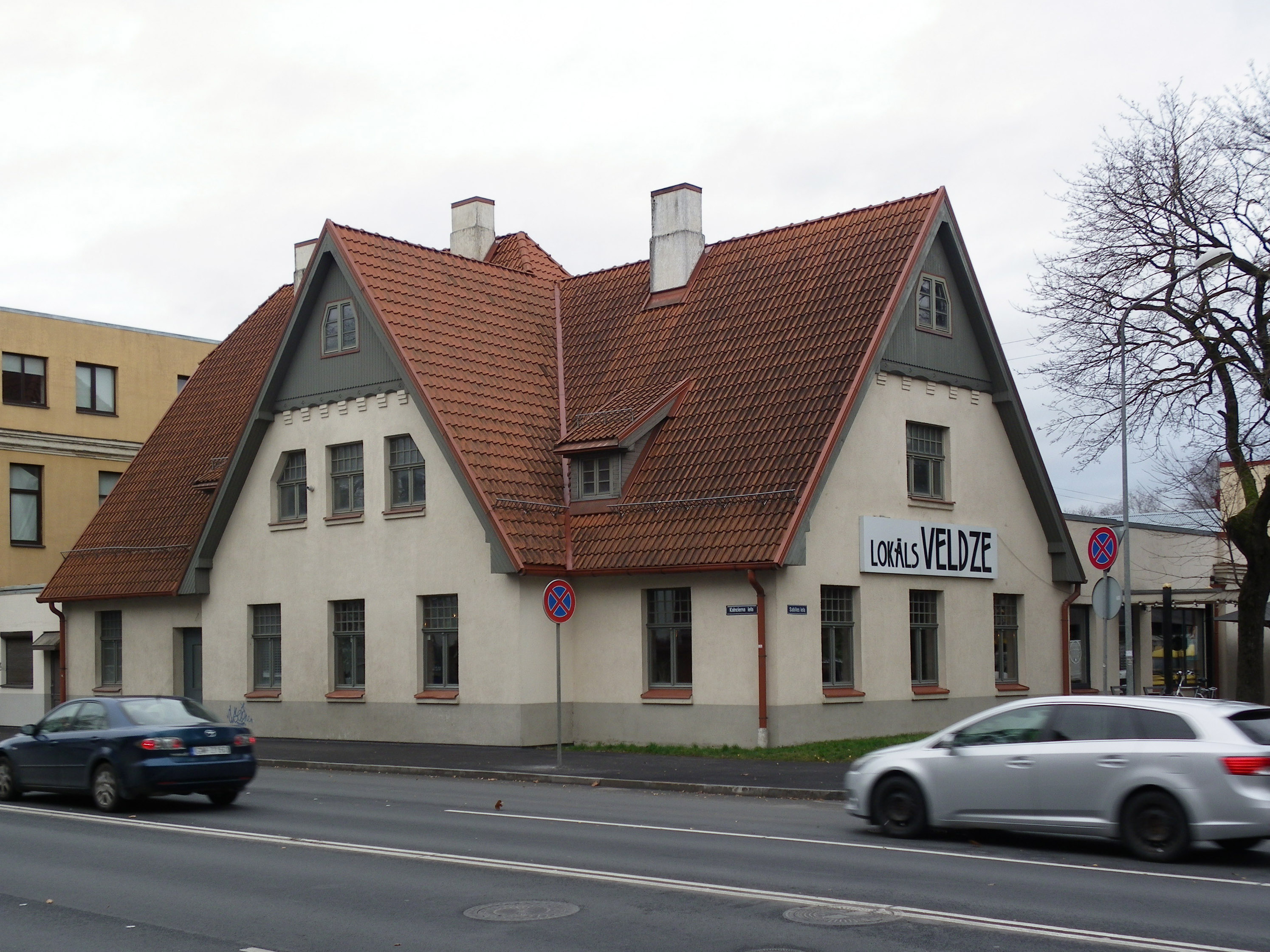
Калнциема, 40F
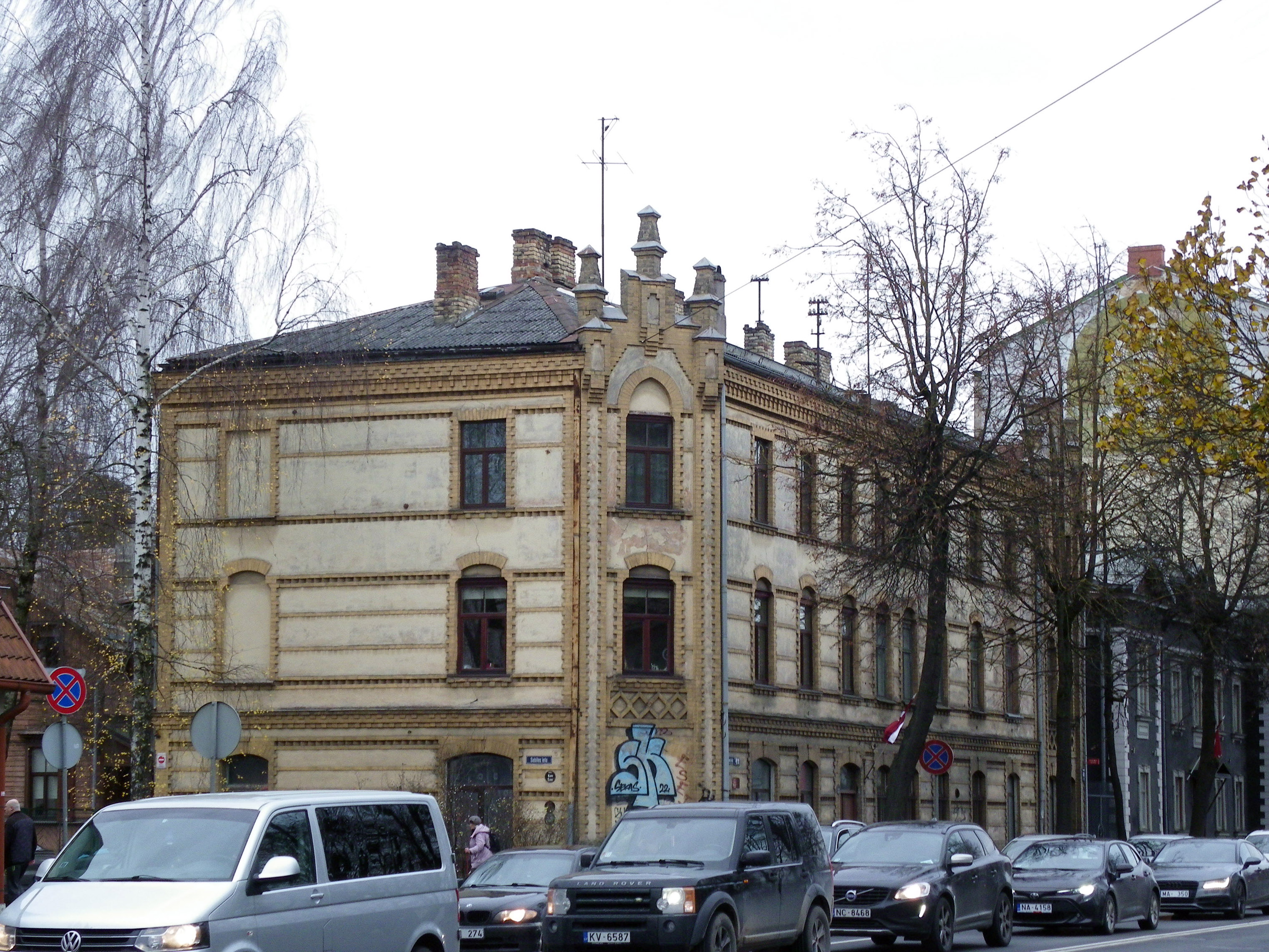
Калнциема, 42
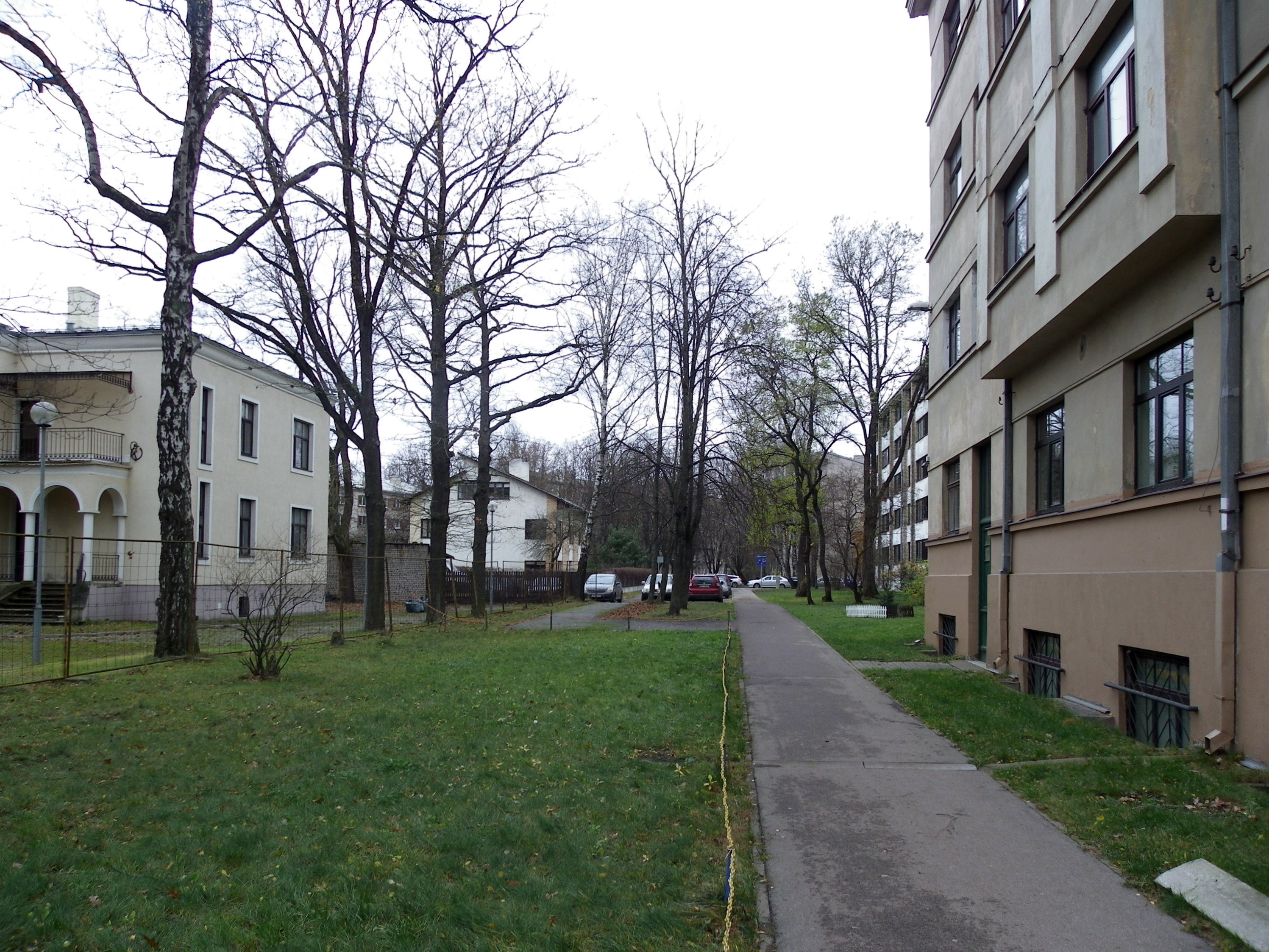
Участок между ул.Калнциема и Кристапа

## Прилегающие улицы
Улица Сабилес пересекается со следующими улицами:
- улица Орманю
- улица Эрнестинес
- улица Капселю
- улица Калнциема (нет сквозного проезда)
- улица Кристапа